# Guzice
Guzice est une localité polonaise de la gmina et du powiat de Polkowice en voïvodie de Basse-Silésie.

## Histoire
De 1742 à 1945, Gusitz fait partie de l'arrondissement de Glogau dans le district de Liegnitz au sein de la province de Silésie.